# Francesco Abundio Castiglioni
Francesco Abundio Castiglioni (Bréscia, 1º de fevereiro de 1523 - Roma, 14 de novembro de 1568), foi um cardeal do século XVI.

## Biografia
Nasceu em Milão em 1º de fevereiro de 1523. Filho do conde palatino Girolamo Castiglioni, presidente do Senado milanês, e de Guida Francesca Castiglioni. Conde palatino e patrício milanês. Outros membros da família foram o Papa Celestino IV; e os cardeais Branda Castiglioni (1411); Giovanni Castiglione (1456); e Giovanni Castiglione (1801).
Estudou grego e latim; e mais tarde, na Universidade de Pavia, teologia; direito canônico e civil; e poesia.
Clérigo de Milão. Tomou Abbondio como segundo nome quando foi nomeado abade commendatario de S. Abbondio, Como, 1551. Abade commendatario do mosteiro cisterciense de Aquaefrigidae , Como.
Eleito bispo de Bobbio em 9 de janeiro de 1562. Consagrado (nenhuma informação encontrada). Participou do Concílio de Trento, 1562-1563.
Criado cardeal diácono no consistório de 12 de março de 1565. Participou do conclave de 1565-1566, que elegeu o Papa Pio V. Recebeu o chapéu vermelho e a diaconia de S. Nicola inter Imagines, título declarado pro illa vice- diaconia, 8 de fevereiro. , 1566.
Morreu em Roma em 14 de novembro de 1568. Sepultado em seu túmulo na igreja de S. Maria del Popolo, Roma